# Kęstutis Bulota
Kęstutis Bulota (* 23. Oktober 1896 in Tallinn, Estland; † 1941 oder 1942 in Soswa, Sowjetunion) war ein litauischer Sportler.

## Werdegang
Bulota lief im Winter 1927/28 im Eisschnelllauf bei der Mehrkampf-Weltmeisterschaft 1928 in Davos auf den 21. Platz und bei den Olympischen Winterspielen 1928 in St. Moritz auf den 28. Platz über 500 m sowie jeweils auf den 25. Rang über 1500 m und 5000 m. Dabei war er der erste Vertreter Litauens bei Olympischen Winterspielen. Im Fußball wurde er litauischer Meister 1922 und 1923 mit dem LFLS Kaunas. Zudem holte er litauische Meistertitel im Bahnradsport und in mehreren Disziplinen in der Leichtathletik. Anfang der 1930er studierte er in Berlin und war danach als Bauingenieur tätig. Im Jahr 1941 wurde er von der sowjetischen Geheimpolizei festgenommen und in ein Gulag-Lager deportiert, wo er Ende 1941 oder Anfang 1942 starb.

## Persönliche Bestleistungen
| Disziplin | Zeit        | Datum            | Ort        |
| --------- | ----------- | ---------------- | ---------- |
| 500 m     | 50,1 s      | 11. Februar 1928 | St. Moritz |
| 1500 m    | 2:40,2 min  | 4. Februar 1928  | Davos      |
| 5000 m    | 9:41,0 min  | 4. Februar 1928  | Davos      |
| 10.000 m  | 19:47,2 min | 4. Februar 1928  | Davos      |